# Simulium iracouboense
Simulium iracouboense är en tvåvingeart som beskrevs av Floch och Abonnence 1946. Simulium iracouboense ingår i släktet Simulium och familjen knott.
Artens utbredningsområde är Franska Guyana. Inga underarter finns listade i Catalogue of Life.